# ゆみ (マジシャン)
ゆみは、日本のマジシャン。

## 概要
2000年のFISMリスボン大会において、「森の妖精」というテーマで統一された演技でゼネラルマジック部門2位を受賞している（2003年のFISMでも演じている）。
内容は四つ玉、シルク、カードマニピュレーション（ステージマジックを参照）などを組み合わせた手順であった。
特にファンカードプロダクションにおいては、独自に制作したカードを用いて、花が開くようにファンを開いて花が散るようにカードを落とすという演技を行った。当初はカードを落とす箇所をルーティン中に1回しか取り入れていなかったが、ナポレオンズのボナ植木にもっと増やした方がいいといわれたこともあり、カードを落とすところを見せることに重点を置いた手順となった。
もともと大学でマジックサークルに入ったのが奇術を演じるようになったきっかけである。